# نگوتیناتس
نگوتیناتس (به صربی: Negotinac) یک منطقهٔ مسکونی در صربستان است که در نووی پازار واقع شده‌است.